# 2. tanková divize (Wehrmacht)
2. tanková divize (zkrt. 2. Pz.Div.) patřila mezi původní tři divize. Divize obshavovala 2 tankové pluky. První tanky k jednotce byly přiděleny v roce 1935 a jednalo se o PzKpfw 1.

## Historie
Jednotka byla vytvořena v roce 1935, měla své velitelství ve městě Würzburg. Patřila mezi první tři tankové divize. První nasazení do akce bylo během obsazování Rakouska, kdy první velitel jednotky Heinz Guderian urazil za dva dny 680 km, ale během této akce jednotka ztratila přibližně 30 procent techniky. Ztráty byly způsobeny převážně kvůli nehodám a technickým potížím. Po anšlusu Rakouska byla dislokována právě v Rakousku, ve Vídni a rekrutovala občany Rakouska. V roce 1939 se účastnila bojů v Polsku, kdy vedla útok ze Slovenska. V roce 1940 se divize účastnila bojů ve Francii. Poté byla přesunuta zpět do Polska, kde fungovala jako okupační jednotka. V roce 1941 se jednotka účastnila balkánských bojů. Divize byla zařazena do armádní skupiny Střed. Po těžkých ztrátách v bitvě u Kursku byla jednotka poslána na rehabilitaci do Francie, kde se účastnila bojů v Normandii a poté byla skoro celá zničena v bitvě o Falaise. Jednotka se ještě zúčastnila v bitvě o Ardeny a také při obraně Rýna. Jednotka se vzdala americkým silám.

## Bojové nasazení
Jednotka se účastnila bojových operací již od prvních dnů války.

### Napadení Polska
Jednotka 21. srpna opustila své posádkové místo a přesunula se do svého shromažďovacího místa u Poysdorfu. Dne 1.9. 1939 jednotka u Jablonce překročila hranice a pokračovala směrem na Jordanów a pak směrem na Krakov.  11. a 12. září se divize rozdělila a číst jednotek se setkala s Rudou armádou u Rawa-Ruska. V listopadu se jednotka přesouvá do Darmstadtu a poté do Eifelu.

### Napadení Francie
Dne 10. května 1940 divize, která je součástí XIX armádního sboru překračuje hranici s Lucemburskem poblíž obce Viandenu. Divize pokračovala do Arden, kde prolomila belgickou obranu a pokračuje okolím Sedanu a prolamuje Maginotovu linii 18. května dosahuje St. Quentinu a 20. května je u kanálu La Manche poblíž obce Abbéville. 28. května se zapojila do bojů o přístav Dunkerque 8. července se divize vrátila zpátky do svého výchozího postavení.

### Balkánské tažení
Od 6. dubna 1941 se divize účastnila balkánského zažení. Měla za úkol překročit hranice u Strumica a zde se stočit k jihu a opokařovat na řeckou Soluň. Soluň divize dobyla 9. dubna 1941. Po dobytí Řecka byla divize umístěna v Athénách jako bezpečnostní jednotka. Při přesunu jednotky po moři byl ztracen materiál a bylo zabito několik přibližně 200 lidí, dvě lodě Marburg a Kybfels vjely na britské miny. 

### Ruské tažení
Nejdříve se jednotka tažení neúčastnila a byla dislokována v Paříži a poté přesunuta do oblasti Smolenska. Jednotka se zúčastnila 2. října 1941 bojů při překračování Desné jižně od Roslavle a poté zasáhla do bojů u Vjazmy. V říjnu 1941 provedla jednotka průlom přes moskevské obranné postavení 27. října byla jednotka zastavena před Moskvou a do 14. listopadu se účatnila těžkých bojů. 15. listopadu divize dobyla Istru a Solněčnogorsk. Město se náchází přibližně 50 kilometrů severně od letiště Šeremeťjevo. Mezi lednem a dubnem 1942 byla divize vytlačena k městu Volokolamsk, které je 100 km od Moskvy. Jednotka se zúčastnila operace „Seydlitz“. Od konce července 1942 se zúčastnila obrany v oblasti Rževa.  Jednotka se musela po těžkých bojích stáhnout až k městu Orel. V červenci 1943 se divize účastnila operace Citadela. 11-15. září se divize přesunula do oblasti Černihiv. Poté se účastnila obranných bojů na řece Dněpr. Začátkem ledna 1944 byla divize stažena do severní Francie na doplnění jednotek jako okupační síla.

### Francie a Německo
Po invazi 6. června 1944 se jednotka začala hned účastnit bojů. Bojovali jižně od St. Lo a v oblasti Argentan-Trun. Poté byla jednotka stažena k západnímu valu. Jednotka se jako součást 5. armády zúčastnila bojů v Ardenách. Ze severu tlačila na město Bastogne a 26.12. dosáhla divize Custonne. Do konce roku 1944 se divize musela stáhnout do Clervaux. Do konce února 1945 se účastnila bojů Prüm-Neuerburg. Divize se vzdala poblíž města Plavno v květnu 1945.

## Velitelé
- Plukovník Heinz Guderian (jednotka vytvořena – 31.1.1938)
- Generálporučík Rudolf Veiel (1. února 1938 – 17. února 1942)
- Generálporučík Hans-Karl Freiherr von Esebeck (17. února 1942 – 31. května 1942)
- Generálmajor Arno von Lenski (1. června 1942 – 30. června 1942)
- Generálporučík Hans-Karl Freiherr von Esebeck (1. července 1942 – 10. srpna 1942) (zraněn)
- Plukovník Karl Fabiunke (5. září 1942 – 30. září 1942)
- Generálporučík Vollrath Lübbe (1. října 1942 – 31. ledna 1944)
- Generálporučík Heinrich Freiherr von Lüttwitz (1. února 1944 – 4. května 1944)
- Generálporučík Franz Westhoven (5. května 1944 – 26. května 1944)
- Generálporučík Heinrich Freiherr von Lüttwitz (27. května 1944 – 31. srpna 1944)
- Plukovník Eberhard von Nostitz (1. září 1944 – 4. září 1944)
- Generálmajor Henning Schönfeld (5. září 1944 – 14. prosince 1944)
- Generálmajor Meinrad von Lauchert (15. prosince 1944 – 19. března 1945)
- Generálmajor Oskar Munzel (20. března 1945 – 3. dubna 1945)
- Major i.G. Waldemar von Gazen (3. dubna 1945 – 4. dubna 1945)
- Plukovník Karl Stollbrock (4. dubna 1945 – 8. května 1945)

## Složení
Složení 2. tankové divize během 2. světové války

### Polsko
- 2. tanková brigáda
- 3. tankový pluk
- 4. tankový pluk
- 2. střelecká brigáda
- 2. střelecký pluk
- 2. Motocyklový střelecký prapor
- 74. dělostřelecký pluk
- 5. oddělení průzkumu
- 38. divize stíhačů tanků
- 38 pionýrský prapor
- 38. oddělení zpravodajství
- 82. Zásobovací jednotka

### Francie
- 2. tanková brigáda
- 3. tankový pluk
- 4. tankový pluk
- 2. střelecká brigáda
- 2. střelecký pluk
- 2. motocyklový střelecký prapor
- 74. dělostřelecký pluk
- 5. oddělení průzkumu
- 38. divize stíhačů tanků
- 38 pionýrský prapor
- 38. oddělení zpravodajství
- 82. Zásobovací jednotka
- 703. jednotka těžké pěchoty